# Samuel Lira Ovalle
Samuel Lira Ovalle (Santiago, 19 de julio de 1931-ibíd, 2 de septiembre de 2019) fue un abogado, académico especializado en derecho minero de la Pontificia Universidad Católica (PUC), y político chileno. Se desempeñó como subsecretario entre el 1961 y el 1964 y fue además ministro de Minería durante la dictadura militar del general Augusto Pinochet, desde 1982 hasta 1988. En ese cargo fue uno de los gestores de la legislación minera, particularmente del Código de Minería de 1983. Integró además, la Comisión Legislativa de la Junta Militar de Gobierno.
Fue también consejero y socio honorario del gremio minero y, hasta sus últimos días, se desempeñó como presidente de la Comisión de Ética de la Sociedad Nacional de Minería (SONAMI). Entre otros importantes cargos, fue fiscal del Servicio de Minas entre 1959 y 1961, Consejero de la CORFO entre 1962 y 1963, Director del Departamento del Cobre y de la ENAP entre 1962 y 1964. Se desempeñó por 56 años (1960-2016) como Profesor de Derecho Minero en la Pontificia Universidad Católica, sumándose así a una larga tradición familiar, ya que su abuelo y su padre fueron también profesores del mismo ramo en la Facultad.

## Familia
Nació en Santiago de Chile el 19 de julio de 1931, hijo de 
Luis Alejandro Lira Lira y Carmen Ovalle Hormann. Estuvo casado con María Magdalena Salinas Acuña, hija de Ramón Salinas Donoso (desciende a su vez de Ramón Donoso Vergara y Juan de la Cruz Donoso Cienfuegos) y de María Acuña Herreros. Con su matrimonio fue padre de seis hijos; Rafael (abogado), Juan Cristóbal (religioso), José Miguel (ingeniero), Luis Sebastián (agricultor), Alejandro Carlos (agricultor) Alejandro Samuel (ingeniero).

## Obra escrita
- Curso de Derecho de Minería. Editorial Jurídica de Chile, 2014. ISBN 9789561023390.